# Гоменюк-Мельник Софія Остапівна
Софія Остапівна Мельник-Гоменюк (17 вересня 1921, Війтівка — 21 січня 2001, Кузьмина Гребля) — українська художниця декоративного розпису, представниця наївного мистецтва.

## Біографія
Гоменюк Софія народилася в багатодітній сім'ї в 1921-му році в селі Війтівка (нині Родниківка), що на Черкащині. Батько був різьбярем, а мати — ткалею. Коли їй було 2 роки, помер її батько, а через рік — мати. Більшість членів сім'ї Гоменюків померли під час голоду 30-х років, тому Софія була відправлена до дитбудинку, де вона закінчила 9 класів.
Після одруження, переїхала жити в село Кузьмина Гребля, що на Черкащині.
В 1965 почала займатися декоративним розписом. Для роботи використовувала трав'яні пензлики.

Наприкінці 1960-х у музеї Т. Г. Шевченка в Києві відбулася виставка сестер Гоменюк: Софії і Ярини, що мала великий успіх. Іван Кавалерідзе написав про виставку: 
Тисячоліття готували вашу появу — тисячоліття пам'ятатимуть про Вас! Ярина і Софія Гоменюк, Ви самі не знаєте, що таке Ви є для нас, художників…
В 1988 році сестрам Гоменюк було присвоєно звання заслуженого майстра народної творчості УРСР, а з 1992 року вона стала членом Національної спілки народних майстрів України.
В 2000 році отримала премію імені Д. Щербаківського.
Серед знаменитих творів:
- «Метелики на квітах» (1965),
- «Осіння квітка» (1966),
- «Квіти літа» (1967),
- «Зустріч сонця» (1971),
- «Веселі дівчата»,
- «Запрошення на весілля» (1978),
- «Балет на льоду» (1976),
- «Моє село» (1980),
- «Букет делегатам з'їзду» (1985).[5]